# Noguchi Ryota
Ryota Noguchi (sinh ngày 24 tháng 6 năm 1986) là một cầu thủ bóng đá người Nhật Bản.

## Sự nghiệp câu lạc bộ
Ryota Noguchi đã từng chơi cho Kamatamare Sanuki, Suzuka Unlimited FC và Veertien Mie.